# ۶۱ دوشیزه
۶۱ دوشیزه یک ستاره است که در صورت فلکی دوشیزه قرار دارد.